# Майлино (Костанайская область)
Майлино (каз. Майлин) — упразднённое село в Костанайской области Казахстана. Находилось в подчинении городской администрации Лисаковска. Ликвидировано в 2001 году.

## История
Село возникло как населённый пункт работников железнодорожной станции Майлин. В 2001 году было принято решение о ликвидации села и переселении населения в город Лисаковск. В настоящее время на территории бывшего села созданы полигоны для игры в пейнтбол.

## Население
По данным переписи 1999 года в селе проживал 621 человек (309 мужчин и 312 женщин).